# Ajetes
Ajetes (gr. Αἰήτης Aiḗtēs, łac. Aeëtes) – w mitologii greckiej syn Heliosa, król Kolchidy.
Ojciec Medei, Chalkiope i Apsyrtosa.
Na swym dworze przyjął Fryksosa, który uratował się przed śmiercią uciekając na baranku o złotym runie. W dowód wdzięczności chłopiec przekazał Ajetesowi złote runo (późniejszy cel wyprawy Argonautów), zawieszone na dębie w świętym gaju Aresa.